# دوري جزر كوك لكرة القدم 1992
دوري جزر كوك لكرة القدم 1992 (بالإنجليزية: 1992 Cook Islands Round Cup) هو موسم من دوري جزر كوك لكرة القدم. فاز فيه توبابا مارايرينغا.